# Урсус (Варшава)
Урсус (пол. Ursus) — район (дільниця) Варшави, що знаходиться у західній частині міста. На сході та півночі межує з дільницями Бемово (пол. Bemowo) та Влохи (пол. Włochy), на заході та півдні проходить адміністративна межа польської столиці. Площа дільниці становить 9,35 км2. Кількість жителів дільниці Урсус станом на 31 грудня 2014 становить 56490 чоловік.
Є однією з найменших за площею дільниць Варшави.

## Історія
У XIV столітті на території нинішньої дільниці Урсус існували села Чеховіце (пол. Czechowice), Скороше (пол. Skorosze) та Шамоти (пол. Szamoty), у пізніші часи виникло ще одне село — Ґоломбки (пол. Gołąbki). У 1893 було засноване товариство, що спеціалізувалося на випуску технічної продукції, — Towarzystwo Udziałowe Specjalnej Armatury i Motorów, згодом воно було перейменоване на «Урсус». У 1928 товариство сконструювало та випустило перші автомобілі. Однак у 1930 випуск автомобілів припинили через надто високу вартість виробництва.
На початку XX століття села почали активно розвиватися — в цей час у селі Скороше розміщується уряд створеної у 1916 однойменної ґміни, а в Шамотах у 1920-х будується механічний завод. Чеховіце в цей час перетворюється на робітничий район.
У часи Другої світової війни у Чеховіцах діяло велике антинімецьке підпілля — 3-й батальйон «Геленув» (пол. Helenów) Армії Крайової (10-та рота «Кордіан» (пол. Kordian)), батальйон «Мьотла» (пол. Miotła), частина якого згодом була виведена з Чеховіц, та частина 7-го полку «Ґарлух—Мадагаскар» (пол. Garłuch - Madagaskar) (рота пожежників і членів їхніх родин). Після закінчення війни, у 1947, на заводі «Урсус» було налагоджено випуск тракторів.
У 1952 Чеховіце, Скороше та Шамоти було об'єднано, у 1954 новостворена одиниця отримала назву Урсус. У 1968—78 на території Урсуса побудовано великий мікрорайон Нєджвядек (пол. Niedźwiadek). 25 червня 1976 робітники механічного заводу Урсуса організували страйк. Незадоволені підвищенням цін на продукти харчування робітники паралізували роботу залізничного транспорту. Міліція жорстоко придушила акцію протесту, після чого проти учасників страйку завели карні справи. 1 червня 1977 Урсус приєднано до Варшави як покарання за робітничий страйк; Урсус увійшов до польської столиці як складова дільниці Охота. 24 листопада 1980 вибухнув новий страйк — працівники «Урсусу», вимагаючи звільнення двох заарештованих учасників акції протесту 1976 року, зупинили виробництво та випуск тягачів. До страйкуючого «Урсусу» візит здійснили Яцек Куронь, Адам Міхнік та Лех Валенса. 14 грудня 1981 будівлю заводу оточили моторизовані підрозділи громадянської міліції ПНР — ЗОМО (пол. ZOMO, Zmotoryzowane Odwody Milicji Obywatelskiej). Тодішній очільник страйку Єжи Каньовський наказав його учасникам не чинити опору загонам міліції. Під час придушення акції протесту було заарештовано близько 60 активістів «Солідарності».
1 січня 1993 Урсус став окремою дільницею. Після адміністративно-територіальної реформи, в 1994, набув статусу столичної ґміни. У 2002, після чергової реформи адміністративно-територіального устрою, знову отримав статус дільниці.
12 вересня 2008 між дільницею Урсус та Шевченківським районом Києва підписано договір про взаємодопомогу.

## Райони
Урсус умовно ділиться на п'ять районів:
- Ґоломбки
- Шамоти
- Нєджвядек
- Чеховіце
- Скороше

## Адміністративні кордони
Урсус межує:
- на заході — з Пястовим (пол. Piastów)
- на півночі — з дільницями Бемово та Влохи, а також ґміною Ожарув Мазовецький (пол. Ożarów Mazowiecki)
- на сході — з дільницею Влохи
- на півдні — з ґміною Міхаловіце (пол. Michałowice)